# Da Polenta (Adelsgeschlecht)

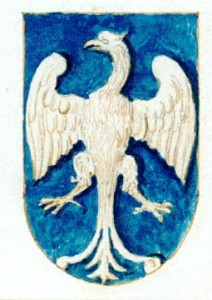
Wappen der da Polenta

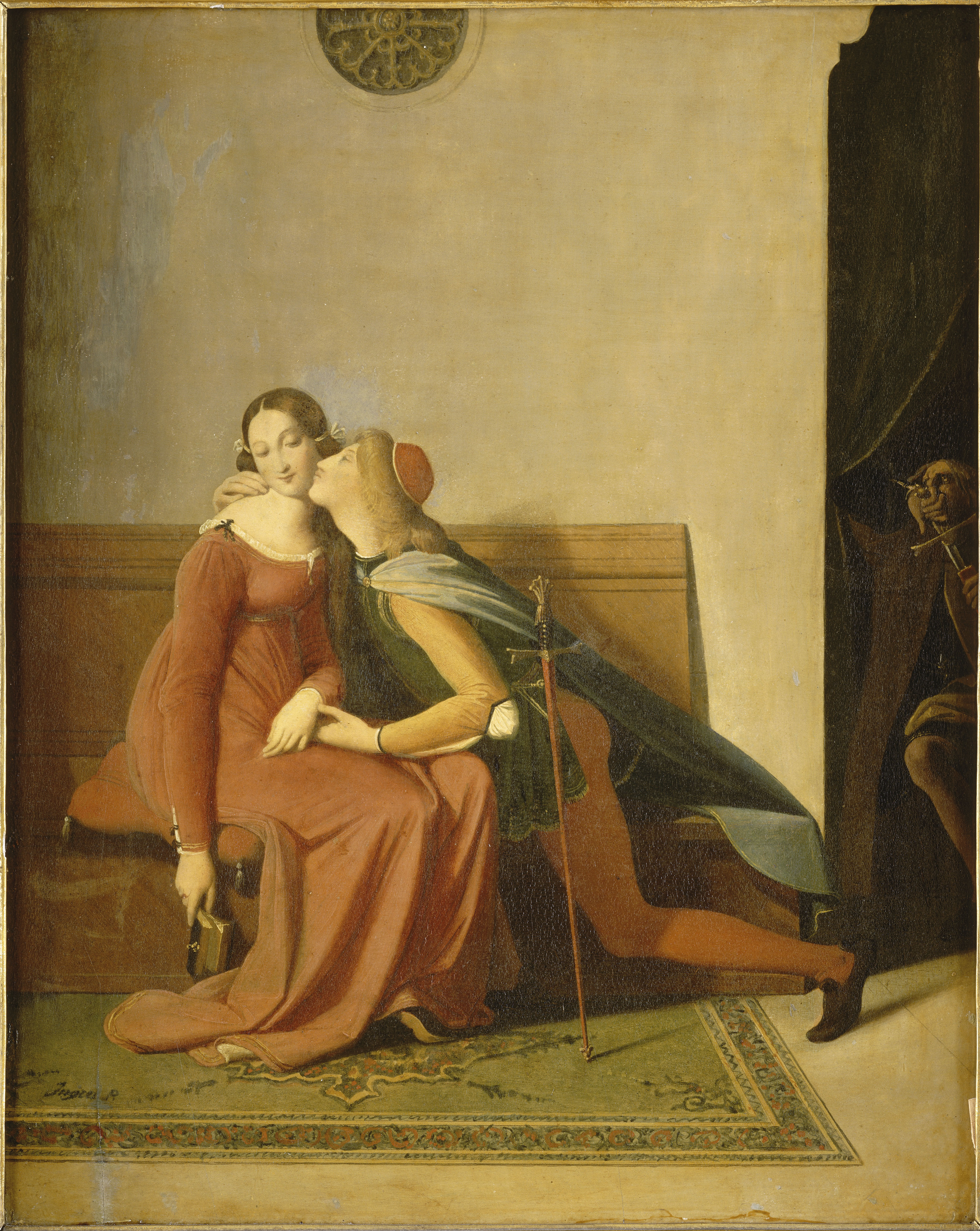
Jean-Auguste-Dominique Ingres, Paolo et Francesca, 1814 (Musée Condé, Chantilly)

Die Da Polenta waren ein bedeutendes guelfisches Adelsgeschlecht in Oberitalien. Sie lösten in Ravenna die Traversari ab, die im 12. und 13. Jahrhundert eine beherrschende Rolle spielten.

## Herkunft und Aufstieg
Die da Polenta leiteten ihren Namen von der gleichnamigen Burg in der Nähe von Bertinoro ab. Sie waren langjährige, loyale Gefolgsleute der Traversari und mit diesen auch verwandtschaftlich verbunden. Im letzten Viertel des 13. Jahrhunderts vermochten die da Polenta, geadelt vom Erzbischof von Ravenna, die Traversari von der Macht zu verdrängen. 1282 übernahm Guido Minore die Herrschaft. 1297 kam Cervia hinzu, das von dessen Sohn Bernardino I. da Polenta regiert wurde. Die da Polenta wurden dabei von den Malatesta aus Rimini unterstützt. Wie es damals üblich war, wurde das politische Bündnis der beiden Familien durch eine Heirat bekräftigt, die in einer von Dante Alighieri literarisch verarbeiteten Familientragödie enden sollte. Giovanni (Gianciotto) Malatesta, Sohn des Malatesta da Verucchio, heiratete die Tochter von Guido Minore, Francesca. Nachdem Gianciotto herausgefunden hatte, dass seine Frau ein langjähriges Verhältnis mit seinem jüngeren Bruder Paolo Malatesta hatte, brachte er beide eigenhändig um. Die Begebenheit setzte Dante im fünften Gesang seiner Göttlichen Komödie um. Das wachsende politische Prestige der da Polenta manifestierte sich gegen Ende des 13. Jahrhunderts einerseits in wachsenden Feindseligkeiten mit Rom, vertreten durch den Erzbischof der Stadt und den päpstlichen Rektor der Romagna, andererseits im Umstand, dass den da Polenta in Städten wie Modena (1287), Pistoia (1289), Mailand (1290, 1300), Forlì (1294), Bologna (1306, 1322), Cesena (1313) und schließlich Florenz (1313, 1322) das Amt des Podestà bzw. des Capitano del Popolo (Forlì, Bologna 1322, Florenz 1322) anvertraut wurde.

## Höhepunkt und Niedergang
Die Herrschaft der da Polenta in Ravenna beruhte auf dem Amt des Podestà, das sie in perpetuum, d. h. auf Dauer, besetzten und zu einem erblichen Vorrecht der Familie machten. Nach dem Tod von Lamberto I. 1316 trat sein Enkel Guido Novello da Polenta die Nachfolge an. In seiner Regierungszeit wurden die Gerichte neu geordnet und es setzten Bestrebungen ein, Ravenna wirtschaftlich und kulturell mit den benachbarten Zentren der Region (Ferrara, Rimini, Padova, Verona) konkurrenzfähig zu machen. Guido Novello da Polenta galt als Förderer der Wissenschaft und der Dichtkunst und verfasste selbst Lyrik in provenzalischer Sprache. Die wichtigsten Kirchen und Klöster wurden aufwändig renoviert und mit Kunstwerken renommierter Künstler wie Giotto di Bondone und Pietro da Rimini ausgestattet: außerhalb der Stadtmauern Santa Maria in Porto Fuori, in der Stadt Sant’Agata und San Giovanni Evangelista. Auch der Bau des ersten Franziskanerklosters in Ravenna wurde in diesen Jahren realisiert (sicher erbaut vor 1368). Ebenso fallen Dantes Ankunft (1313) und sein Aufenthalt in Ravenna bis zum Tod im Jahr 1321 größtenteils in die Regierungszeit von Guido Novello. 1322 wurde dieser zum Capitano del Popolo in Bologna gewählt und überließ die Herrschaft in Ravenna seinem 1321 zum Erzbischof von Ravenna erhobenen Bruder Rinaldo, der jedoch noch im selben Jahre von seinem Vetter Ostasio II. (?–1346) ermordet wurde. Nach vergeblichen Versuchen, Ravenna zurückzugewinnen, starb Guido 1330 im Exil in Bologna. Zu dieser Zeit zählte Ravenna rund 10.000 Einwohner. Hinzu kamen die Bewohner von mehr als hundert Dörfern auf der Landschaft.
Mit der Machtergreifung von Ostasio I. da Polenta wird die Familiengeschichte, selbst für die Verhältnisse oberitalienischer Städte des Spätmittelalters, besonders blutig und grausam. Ostasio I. verkörpert in verschiedener Hinsicht den Prototyp eines skrupellosen Gewaltherrschers. 1326 ließ er seinen Onkel Bannino da Polenta, Signore von Cervia, und seinen Cousin Guido umbringen, womit Cervia nun ebenfalls unter seine Herrschaft fiel. 1327 änderte er die Statuten Ravennas zu seinen Gunsten ab, indem er sich für zehn Jahre zum Capitano del Popolo und zugleich auch noch zum Podestà ernennen ließ. Zudem übernahm er die Kontrolle der Gerichte, überwachte die Zahlung der Steuern und berief den Großen Rat (Maggior Consiglio) nach eigenem Gutdünken ein. Noch im selben Jahr, 1327, wurde er von Ludwig dem Bayern als Reichsvikar für Ravenna und Cervia eingesetzt. 1329 anerkannte Ostasio I. die Oberhoheit des Papstes. Handelspolitisch fiel Ravenna unter seiner Herrschaft unter die Dominanz Venedigs zurück. Die Stadt durfte keinen Fernhandel betreiben, und alle Waren, selbst Getreide, mussten von der Republik Venedig erworben werden. 1334 griff Ostasio in die Auseinandersetzungen im benachbarten Rimini ein und verhalf Malatesta III. („Guastafamiglia“) Malatesta zur Alleinherrschaft.
Offenbar von ähnlichem Charakter war sein Sohn und Nachfolger Bernardino da Polenta, der, nachdem er seine Brüder Lamberto II. und Pandolfo in Cervia eingekerkert hatte und verhungern ließ, 1347 die alleinige Herrschaft übernahm. Bernardino residierte in einem Palast, der sich auf dem Gelände des heutigen Palazzo Comunale (erbaut 1681) befand. Seine Herrschaft war unangefochten und wurde vom Papst wiederholt bestätigt, obwohl Bernardino da Polenta als besonders grausam galt.
In der zweiten Hälfte des 14. Jahrhunderts verengte sich der wirtschaftliche und territoriale Spielraum der Polenta-Herrschaft. Zum politischen Druck von Seiten des Kirchenstaates kam die stets spürbarere Präsenz Venedigs in der Romagna hinzu. Dieses kontrollierte nun den gesamten Schiffsverkehr in der Adria und auf den Flüssen. Auch die lukrativen Salzpfannen von Cervia sicherte sich Venedig. Den politischen und wirtschaftlichen Niedergang Ravennas konnte Guido III. da Polenta während seiner dreißigjährigen Regentschaft nicht verhindern. Er stellte zu seinem persönlichen Schutz eine deutsche, später eine ungarische, Söldnertruppe in Dienst. Guido III. konnte das Herrschaftsgebiet um Ravenna deutlich erweitern. Neu hinzu kamen Fusignano (1359), Castiglione di Ravenna (1359), Lugo (1364), Cotignola (1364), Bagnacavallo (1364) und Cesenatico (1382). 1377 war er kurzzeitig auch Signore von Cesena. Seine Herrschaft war allerdings durch zahlreiche bewaffnete Konflikte mit den Potentaten der Nachbarschaft (John Hawkwood (Giovanni Acuto), Ordelaffi, Manfredi, Malatesta, Da Carrara) gekennzeichnet. Die neu erworbenen Signorien konnte er nicht dauerhaft halten und gingen teilweise rasch wieder verloren. Seine Herrschaft nahm 1389 ein grausames Ende, als er von seinen unehelichen Söhnen Obizzo, Ostasio II., Azzo, Aldobrandino und Pietro abgesetzt, und wohl durch Hungertod im Kerker beseitigt wurde. Zunächst regierten die Brüder gemeinsam, letzten Endes setzte sich aber Obizzo als Alleinherrscher durch. Seine Brüder, darunter bedeutende Condottieri und weitherum bekannte Turnierkämpfer wie Ostasio, Pietro und Bernardino II., verstarben oder wurden von Obizzo gewaltsam aus dem Weg geräumt. Seine weiterhin prekäre Stellung verdeutlicht der Umstand, dass die Republik Venedig ab 1406 für Ravenna die Wahl eines Podestà durch den Maggior Consiglio durchsetzte, nicht zuletzt auch zum Schutz des Signore und seiner Kinder.

## Signoria von Ravenna (1277–1441) und Cervia (1297–1441)
| Regenten                                                                    | Regierungszeit |
| --------------------------------------------------------------------------- | -------------- |
| Guido I.                                                                    | 1277–1297      |
| Lamberto I., Bernardino: Signore von Cervia, 1297–1313                      | 1297–1316      |
| Guido II. Novello, Bannino: Signore von Cervia, 1313–1316                   | 1316–1322      |
| Ostasio I.                                                                  | 1322–1346      |
| Bernardino I., Pandolfo: Signore von Cervia, 1346                           | 1346–1359      |
| Guido III.                                                                  | 1359–1389      |
| Azzo I., Ostasio II., Bernardino II., Pietro I., Aldobrandino I., Obizzo I. | 1389–1394      |
| Ostasio II., Bernardino II., Pietro I., Aldobrandino I., Obizzo I.          | 1394–1396      |
| Bernardino II., Pietro I., Aldobrandino I., Obizzo I.                       | 1396–1400      |
| Pietro I., Aldobrandino I., Obizzo I.                                       | 1400–1405      |
| Aldobrandino I., Obizzo I.                                                  | 1405–1406      |
| Obizzo I.                                                                   | 1406–1431      |
| Ostasio III.                                                                | 1431–1441      |

## Das Ende der da Polenta
In seinem Testament von 1410 setzte Obizzo Venedig als Rechtsnachfolger ein, falls er ohne legitime Erben versterben sollte. Dieser Fall trat nicht ein. 1431 rückte der minderjährige Sohn Ostastio III. als Herrscher nach, stand allerdings unter der Vormundschaft eines venezianischen Provveditore. Als 1438 der Condottiere Niccolò Piccinino im Dienst des Herzogs von Mailand Bologna eroberte, nahm Ostastio III. die Gelegenheit wahr, das venezianische Joch abzuschütteln und schloss sich den mailändischen Visconti an. Damit sollte sich der Herrscher von Ravenna gründlich und folgenreich verkalkulieren: Venedig betrachtete den Seitenwechsel als Verrat. 1441 marschierten die venezianischen Truppen in Ravenna ein und annektierten die Stadt ebenso wie das benachbarte Cervia für die Serenissima. Ostasio da Polenta wurde mit seiner gesamten Familie ins Exil nach Kreta geschickt, seine Anhänger aus den kommunalen Ämtern entfernt und durch Venezianer ersetzt. Die Dynastie der da Polenta starb bereits um 1447 aus. Ravenna blieb bis 1509 bei Venedig und fiel nach der Schlacht von Agnadello an den Kirchenstaat. Unter der Herrschaft Venedigs erlebte Ravenna einen wirtschaftlichen Aufschwung. In der zweiten Hälfte des 15. Jahrhunderts wurden verschiedene repräsentative Bauten errichtet, darunter die Rocca Brancaleone 1457 und der Palazzetto Veneziano (Palazzo del Podestà) 1461–1463.

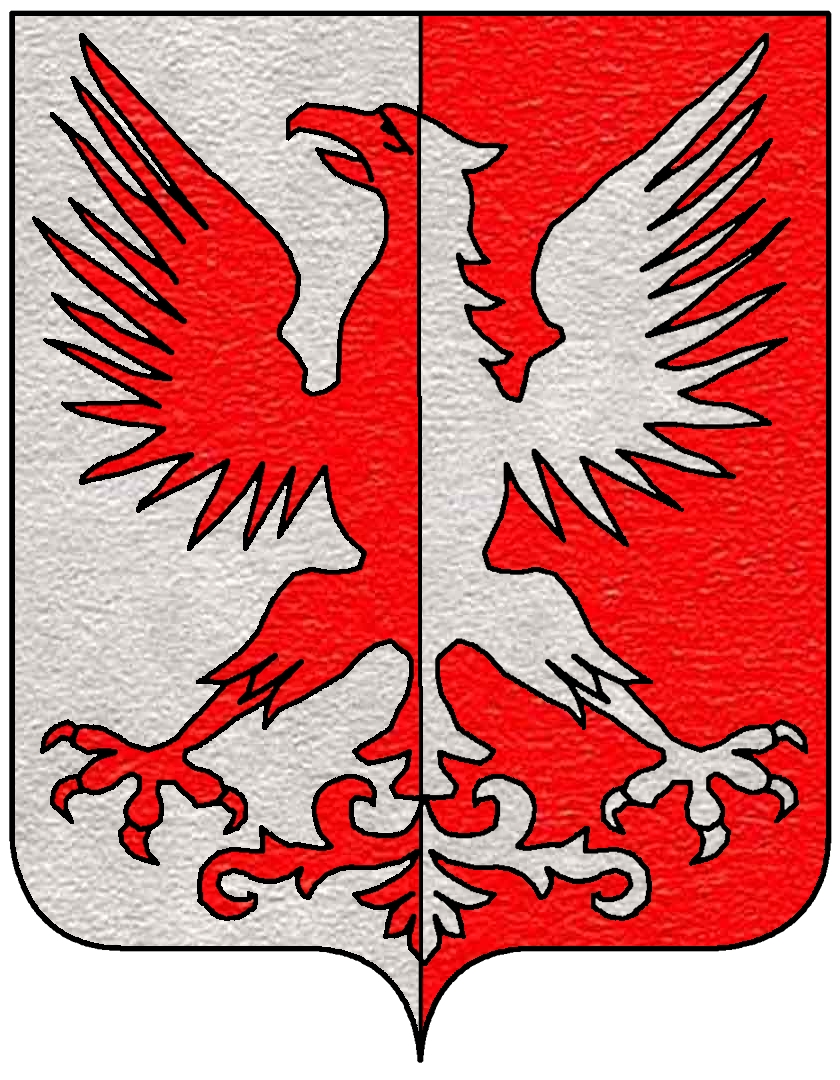
Wappen der da Polenta (Variante)
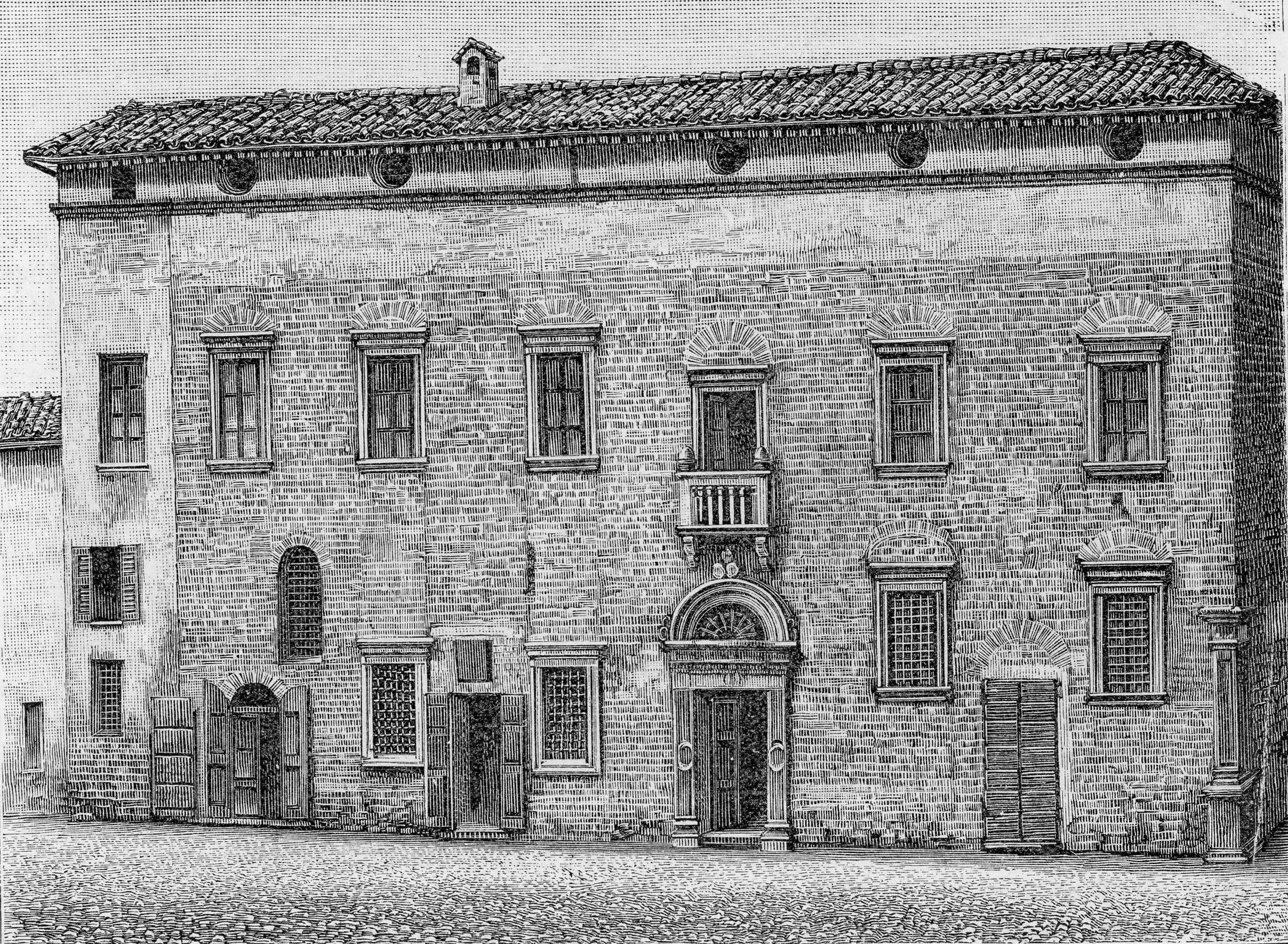
Casa già dei Polentani, Ravenna, Holzschnitt, 1901
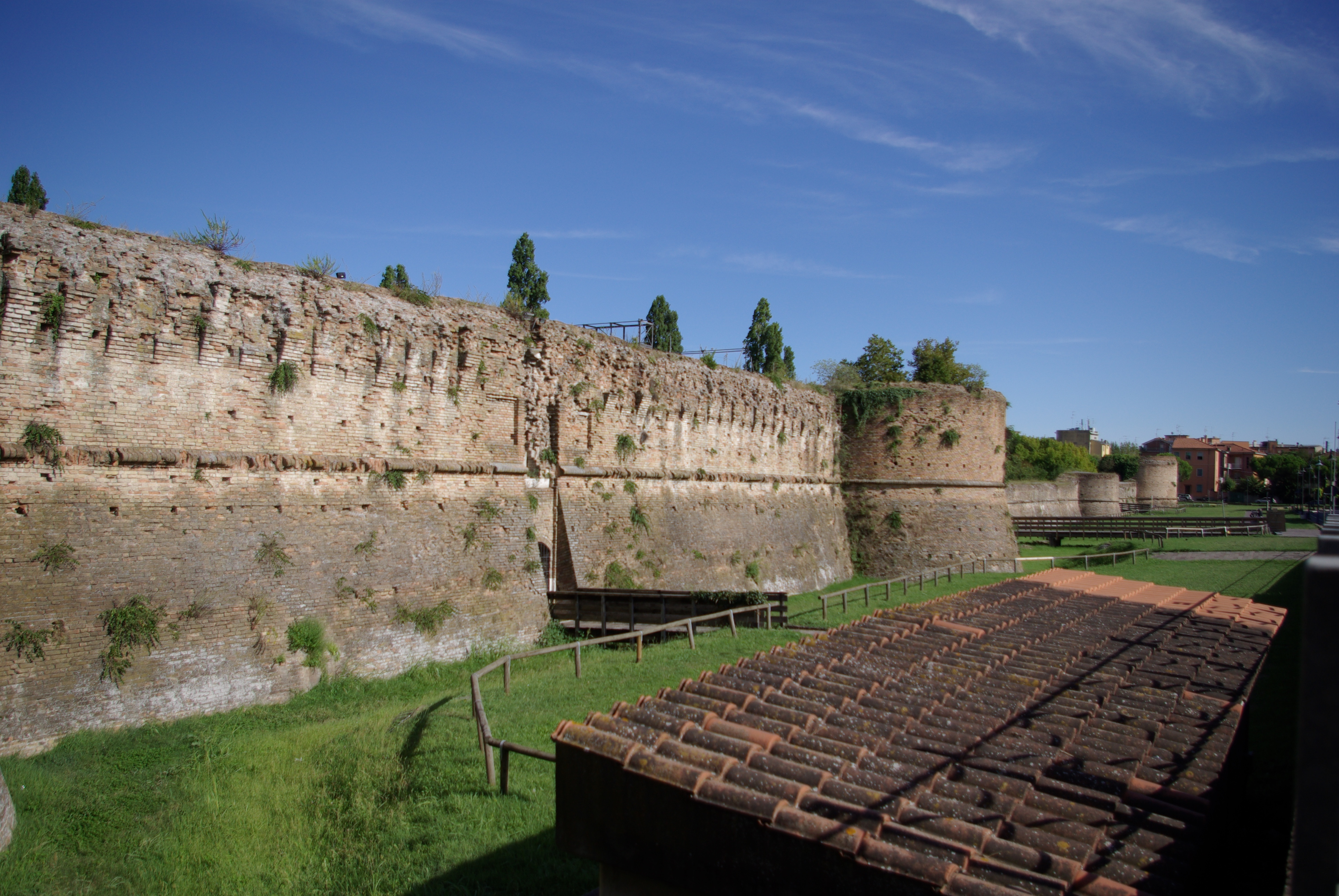
Rocca Brancaleone, Ravenna
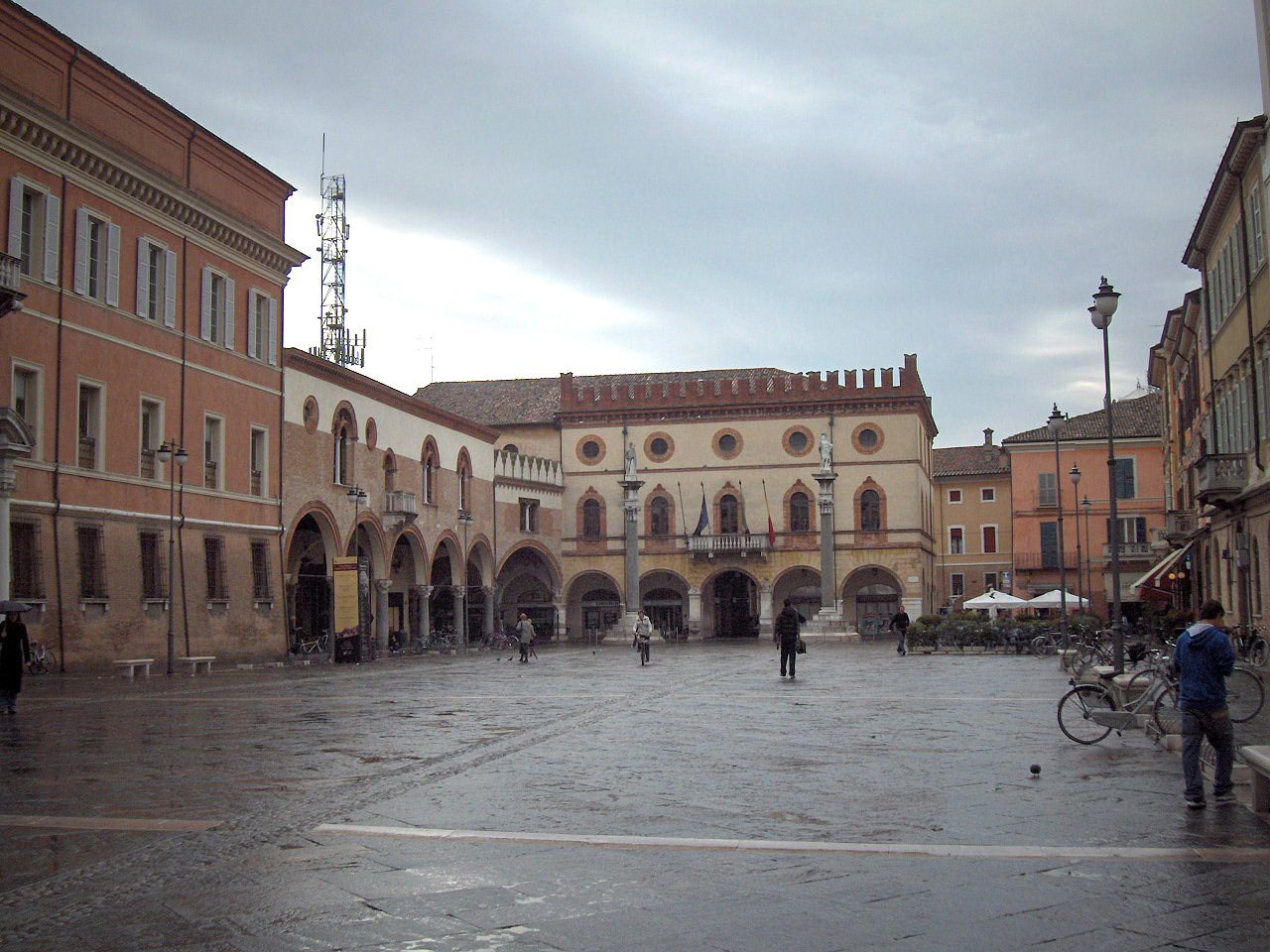
Palazzetto Veneziano, Ravenna
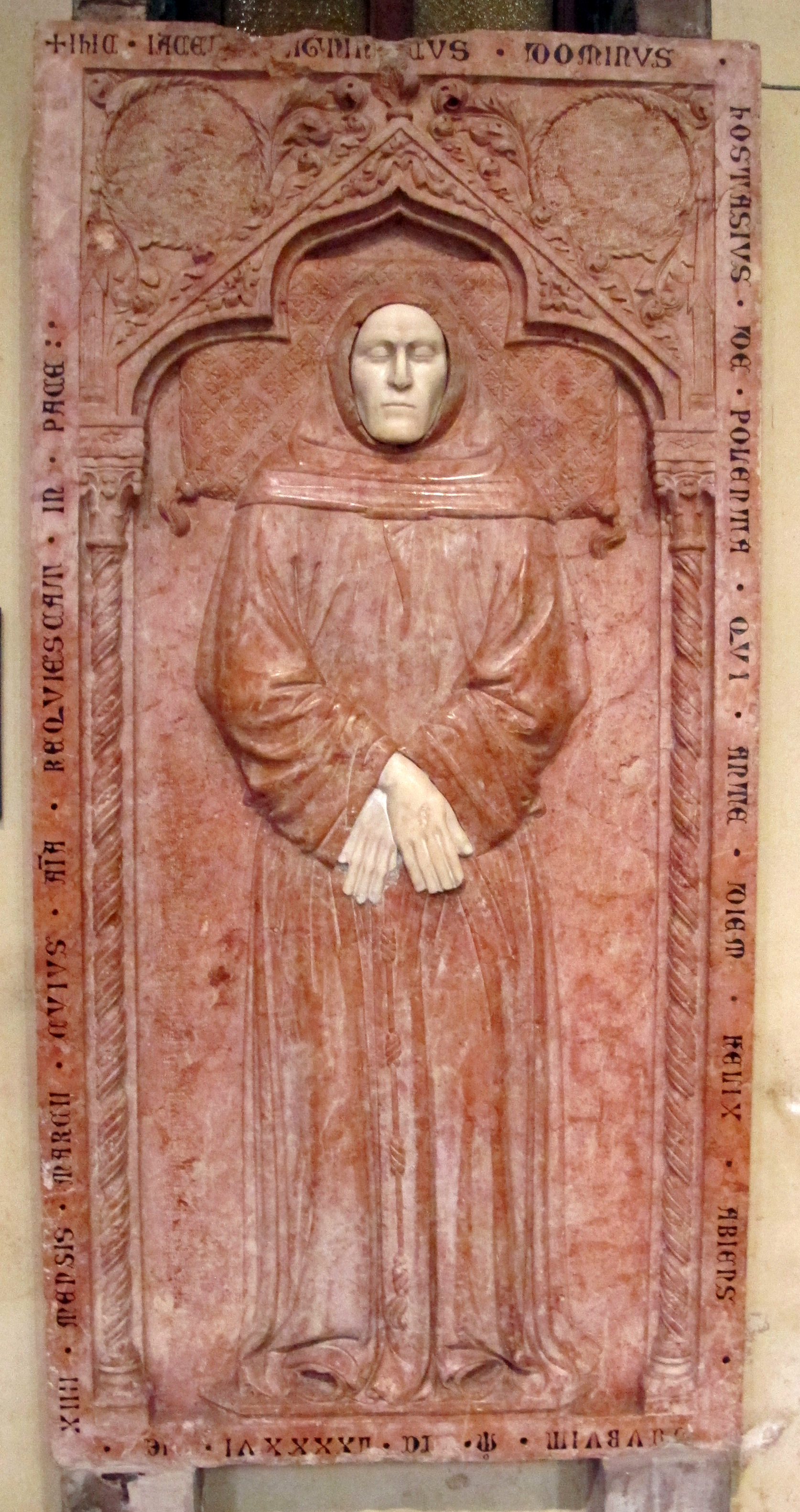
Grabmal für Ostasio da Polenta (?–1396), Kirche San Francesco, Ravenna
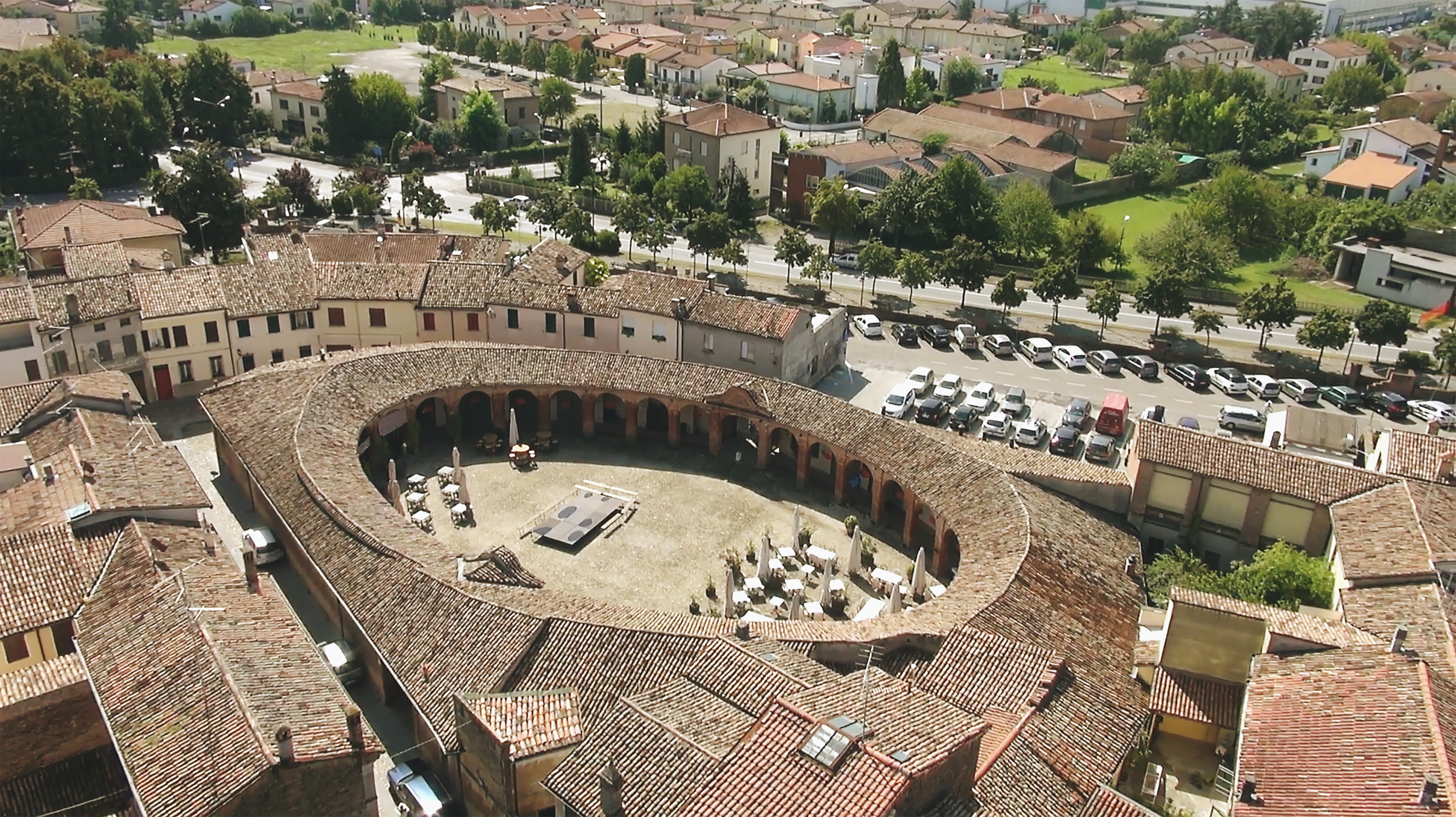
Bagnacavallo, Piazza Nova
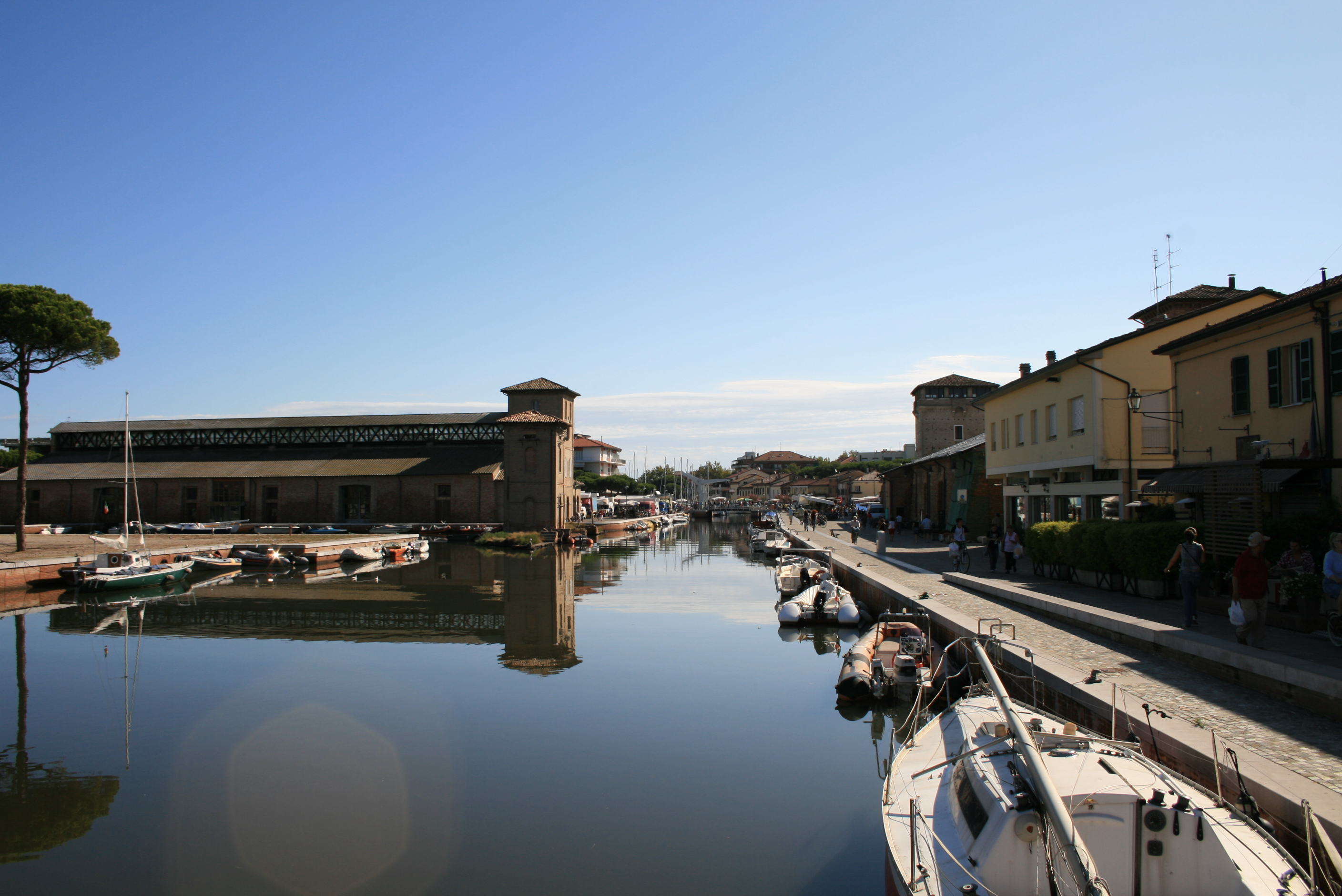
Salzmagazine in Cervia